# Вільям Дейлі
Вільям Майкл Дейлі (англ. William Michael Daley; нар. 9 серпня 1948, Чикаго, Іллінойс) — американський юрист, політик-демократ і колишній банкір. Голова Адміністрації Президента США Барака Обами з 2011 по 2012 рік, міністр торгівлі США з 1997 по 2000 рік. Він також був членом виконавчого комітету JPMorgan Chase & Co. Дейлі був кандидатом на посаду губернатора штату Іллінойс на виборах у 2014 році. Кандидат на пост мера Чикаго у 2019 році.

## Життєпис
Син колишнього мера Чикаго Річарда Дейлі. Він отримав ступінь бакалавра в Університеті Лойоли в Чикаго, навчався у Школі права Джона Маршалла. Дейлі займався юридичною практикою, з 1977 по 1980 рік він був членом Консультативної ради економічних можливостей.
Він працював у Amalgamated Bank of Chicago (перший заступник голови з 1989 по 1990 рік, президент і головний операційний директор з 1990 по 1993 рік). Дейлі був партнером фірми Mayer, Brown & Platt з 1993 по 1997 рік.
Дейлі був призначений до ради Fannie Mae у 1993 році Біллом Клінтоном, працював до 1997 року.
У 1993 році він обіймав посаду спеціального радника Президента з питань Північноамериканської зони вільної торгівлі (НАФТА).